# Józef Tomankiewicz
Józef Tomankiewicz (ur. 22 lutego 1912 w Pruszkowie, zm. 23 września 2000) – polski szybownik.

## Życiorys
Od najwcześniejszych lat pasjonowało go lotnictwo. Wada wzroku uniemożliwiła mu zrealizowanie marzenia w pełni. Od 1938 był instruktorem w szkole szybowcowej w Starej Miłośnie, od 1939 kierował szkołą. 12 sierpnia 1929 szybowcem Komar-bis SP-1023 wystartował ze Starej Miłosnej do Grudziądza, ale po 8 godzinach lotu wylądował w niemieckiej miejscowości Kunzendorf (obecnie Kończewice). Oskarżony przez Niemców o szpiegostwo, został odstawiony na granicę i przekazany polskim żołnierzom. 
Po wybuchu wojny razem z grupą swoich uczniów udał się do Łucka. W czasie II wojny światowej służył w Polskich Siłach Zbrojnych. Awansował na kapitana.
W 1952 był założycielem Klubu Szybowcowego Stowarzyszenia Lotników Polskich, w którym przez 25 lat członkowie klubu latali na lotnisku Lasham w hrabstwie Hampshire.
W 1992 część swoich zbiorów przekazał do Centralnej Biblioteki Wojskowej w Warszawie. Był żonaty z Angielką.